# Élection présidentielle américaine de 1912 dans le Vermont
 (juillet 2023).
L'élection présidentielle américaine de 1912 dans le Vermont a lieu le 5 novembre 1912 comme dans les 47 autres États qui composent alors les États-Unis. Les électeurs vermontois choisissent des grands électeurs pour les représenter dans le collège électoral à travers un vote populaire. Le Vermont possède en 1912 4 grands électeurs. L'État donne l'ensemble de ses grands électeurs au candidat du Parti républicain, le président sortant William Howard Taft. Le Vermont est, avec l'Utah, l'un des deux seuls États à avoir été remporté par le candidat républicain lors de ce scrutin. 
Le candidat vainqueur de ce scrutin dans tout le pays sera néanmoins le candidat démocrate Woodrow Wilson, qui occupera la présidence des États-Unis du 4 mars 1913 au 4 mars 1921, ayant été réélu en 1916. 